# Ɵ
Ɵ ، ɵ یا O با خط تیره یکی از حروف الفبای لاتین است.
از سال ۱۹۲۲ میلادی در الفبای ترکی آذربایجانی از این حرف بهره‌برداری شده‌است. این حرف نشان‌دهندهٔ آوای [œ] می‌باشد. در ۱۹۳۹ میلادی و تعویض الفبای آذربایجانی از لاتین به سیریلیک، حرف  Ө  جای‌گزین آن شد. در ۱۹۹۱ که دوباره برای نگارش این زبان از خط لاتین بهره‌بردند، این بار از حرف Ö برای نگارش این آوا استفاده‌کردند.
در اواخر دههٔ ۱۹۹۰ برای نگارش الفبای زبان تاتاری در تاتارستان از این حرف استفاده‌شد.
در الفبای آوانگاری بین‌المللی، [ɵ] نشان‌دهندهٔ واکه گرد نیم‌بسته مرکزی است.